# West Grange of Conon

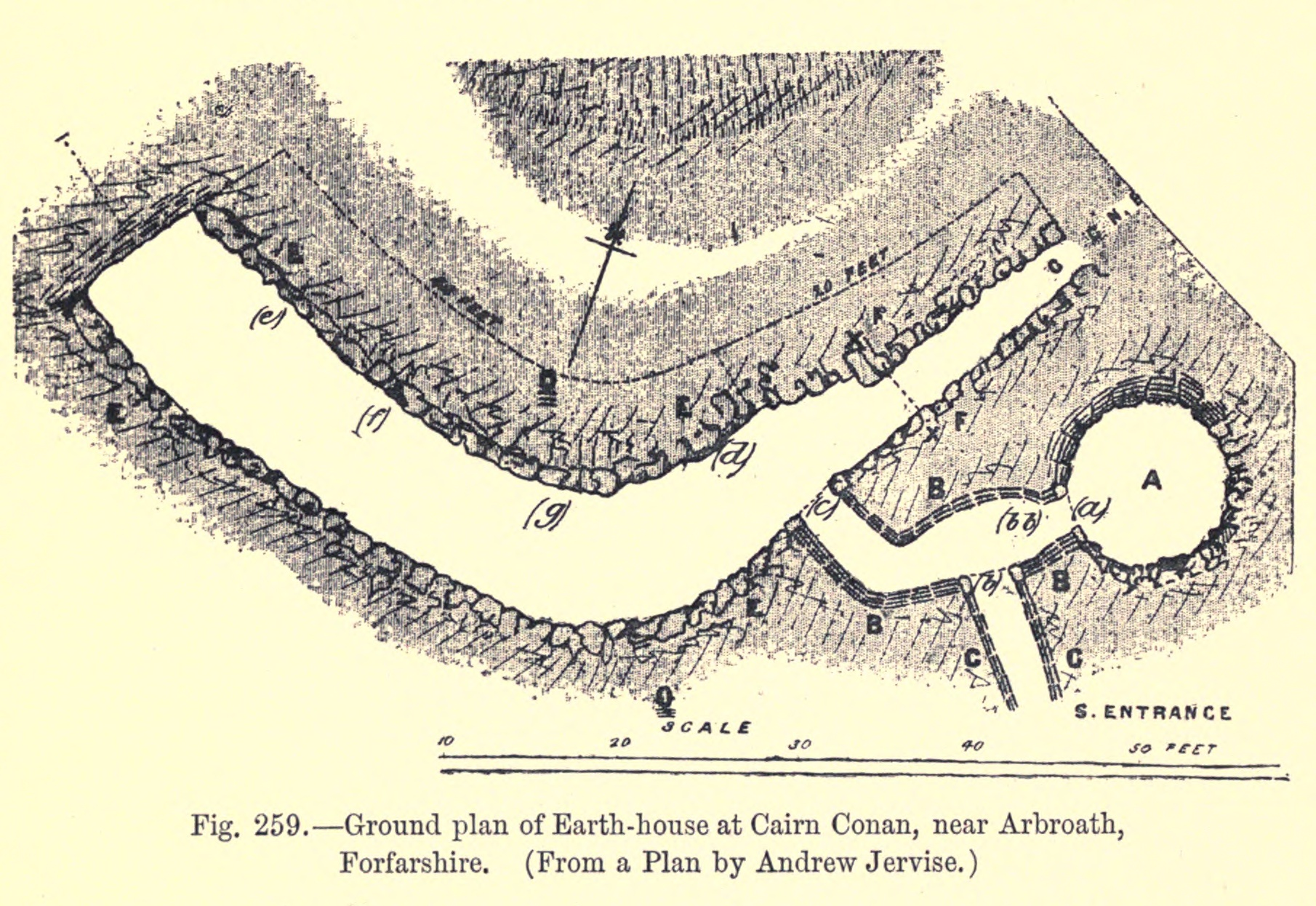
Cairn Conan – nach Anderson 1883

West Grange of Conon (auch Cairnconon genannt) ist ein multipler Fundplatz, insbesondere der eines Souterrains bei Arbroath in Angus in Schottland.

## Souterrain
Bei Souterrains wird grundsätzlich zwischen „rock-cut“, „earth-cut“, „stone built“ und „mixed“ Souterrains unterschieden. Das teilweise „rock cut“ also „mixed“ Souterrain wurde 1859 während landwirtschaftlicher Arbeiten entdeckt und 1860 und 1861 von Andrew Jervise (1820–1878) ausgegraben.
Das Souterrain besteht aus einem sich aufweitenden Hauptgang mit einem schmalen Zugang und einem Nebengang, der zu einer runden Tholos-Kammer und einem zweiten Zugang führt. Im Norden des Souterrains lag laut Jervise ein runder grob gepflasterter Bereich, identisch mit den Überresten von Oberflächenstrukturen, wie sie auch bei Ardestie und Carlungie I vorkommen. Zwei der von Jervise identifizierten „Pflaster“ erwiesen sich später als natürliche Plattformen aus Grundgestein.
Sechs lange Steinkisten wurde im Nordwesten des Hauptganges gefunden. Das ist der einzige Fall, wo Bestattungen fast sicher mit den Souterrainerbauern in Verbindung gebracht werden können.
Die interessantesten der zahlreichen Funde der Ausgrabung waren römische Amphorenfragmente von oberhalb des Hauptganges und ein Spiralarmband aus Bronze, von der gepflasterten Fläche. Neben den Fragmenten aus dem 2. Jahrhundert n. Chr. wurde eine eventuell römische Bronzenadel gefunden.
Die Anlage wurde von Jervise verfüllt, um sie zu schützen.

## Nachgrabungen
1966 zeigte eine Inspektion durch ein kleines Loch im Boden, das die Kraggewölbekammer etwa 1,2 Meter hoch zu sein schien. 2000 wurde eine Reihe von Gräben auf dem Gelände angelegt, um die genaue Position des Souterrains, der zugehörigen Pflasterung und der Gräber und zu identifizieren und ihren Zustand zu beurteilen. Das Souterrain wurde in ausgezeichnetem Zustand vorgefunden. Die Deckplatten waren entfernt und die Kammer mit losen Steinen aufgefüllt worden. Trotz vieler Umgestaltungen der umgebenden Oberfläche durch Pflügen waren die Wände des Souterrains nicht beschädigt worden und schienen in stabilem Zustand zu sein. Die Vegetation rund um die hervorstehende Spitze des Kammergewölbes nordöstlich der Hauptkammer wurde entfernt. Dieser war als Sammelplatz für Lesesteinhaufen verwendet worden.
An zwei Stellen waren schmale Gräben ins Grundgestein geschnitten und mit Steinen aufgefüllt worden. Es ist unklar, ob diese auf die Ausgrabung zurückzuführen sind oder mit dem Souterrain in Verbindung stehen.
Die Gräber wurden nicht identifiziert und liegen vermutlich außerhalb der ausgegrabenen Gebiete. Es kann sein, dass die Pflugstörung die Spuren der Gräber beseitigt hat.